# Ringkøbing Kirke
Ringkøbing Kirke er en kirke i Ringkøbing. Selve kirken er fra begyndelsen af 1400-tallet, mens tårnet er fra ca. 1550. En stor korsarm blev 1592-1593 tilføjet mod nord og i 1934-1935 mod syd. Indtil 1807 var der også en kirkegård omkring kirken.
Prædikestolen stammer fra 1597 med farvesætning fra 1733 og en gennemgående restaurering af kirken i 1995-1996. Fra denne restaurering stammer alterbillede, alterbord og døbefont, der alle er lavet af Arne Haugen Sørensen. Gitteret ved alteret stammer dog fra 1691.
Ved orglet er der et pulpitur med de 12 apostle og Jesus i midten. Ved pulpituret i nordskibet ses de 12 små profeter med Jesus i midten.
- Ringkøbing Kirke
- Ringkøbing Kirke

## Eksterne kilder og henvisninger
- Ringkøbing Kirke hos KortTilKirken.dk
- Ringkøbing Kirke hos danmarkskirker.natmus.dk (Danmarks Kirker, Nationalmuseet)

- Wikimedia Commons har flere filer relateret til Ringkøbing Kirke